# Aasgarnalen (familie)
Aasgarnalen (Mysidae) vormen een familie van garnalen binnen de orde der aasgarnalen (Mysida).

## Kenmerken
Deze langgestrekte dieren hebben een zacht, dikwijls glasachtig transparant lichaam. Diepzeevormen hebben een rode kleur. Ze hebben speciale bewegingssensoren aan de basis van het binnenste paar aanhangsels van het waaiervormige telson aan de staart.

## Leefwijze
Deze garnalen zijn een belangrijke voedselbron voor vissen en mensen.

## Verspreiding en leefgebied
De meeste soorten komen wereldwijd in scholen voor in estuaria en zeeën.

## Subfamilies en geslachten
De familie van aasgarnalen omvat de volgende subfamilies en geslachten:
Boreomysinae Holt & Tattersall, 1905
- Birsteiniamysis Tchindonova, 1981
- Boreomysis G. O. Sars, 1869

Erythropinae Hansen, 1910
- Aberomysis Bacescu & Iliffe, 1986
- Amathimysis Brattegard, 1969
- Amblyops G. O. Sars, 1872
- Amblyopsoides O. S. Tattersall, 1955
- Arachnomysis Chun, 1887
- Atlanterythrops Nouvel & Lagardère, 1976
- Australerythrops W. Tattersall, 1928
- Caesaromysis Ortmann, 1893
- Chunomysis Holt & Tattersall, 1905
- Dactylamblyops Holt & Tattersall, 1906
- Dactylerythrops Holt & Tattersall, 1905
- Echinomysides Murano, 1977
- Echinomysis Illig, 1905
- Erythrops G. O. Sars, 1869
- Euchaetomera G. O. Sars, 1883
- Euchaetomeropsis W. Tattersall, 1909
- Gibbamblyops Murano & Krygier, 1985
- Gibberythrops Illig, 1930
- Gymnerythrops Hansen, 1910
- Heteroerythrops O. Tattersall, 1955
- Holmesiella Ortmann, 1908
- Hyperamblyops Birstein & Tchindonova, 1958
- Hypererythrops Holt & Tattersall, 1905
- Illigiella Murano, 1981
- Indoerythrops Panampunnayil, 1998
- Katerythrops Holt & Tattersall, 1905
- Liuimysis Wang, 1998
- Longithorax Illig, 1906
- Marumomysis Murano, 1999
- Meierythrops Murano, 1981
- Metamblyops W. Tattersall, 1907
- Meterythrops S. I. Smith, 1879
- Michthyops Tattersall, 1911
- Mysimenzies Bacescu, 1971
- Nakazawaia Murano, 1981
- Neoamblyops Fukuoka, 2009
- Nipponerythrops Murano, 1977
- Paramblyops Holt & Tattersall, 1905
- Parapseudomma Nouvel & Lagardère, 1976
- Parerythrops G. O. Sars, 1869
- Pleurerythrops Ii, 1964
- Pseudamblyops Ii, 1964
- Pseuderythrops Coifmann, 1936
- Pseudomma G. O. Sars, 1870
- Pteromysis Ii, 1964
- Scolamblyops Murano, 1974
- Shenimysis Wang, 1998
- Synerythrops Hansen, 1910
- Teratamblyops Murano, 2001
- Teraterythrops Ii, 1964
- Thalassomysis W. Tattersall, 1939
- Xenerythrops Ii, 1964

Gastrosaccinae Norman, 1892
- Anchialina Norman & Scott, 1906
- Archaeomysis Czerniavsky, 1882
- Chlamydopleon Ortmann, 1893
- Coifmanniella Heard & Price, 2006
- Eurobowmaniella Murano, 1995
- Gastrosaccus Norman, 1868
- Haplostylus Kossmann, 1880
- Iiella Bacescu, 1968
- Paranchialina Hansen, 1910
- Pseudanchialina Hansen, 1910

Heteromysinae Norman, 1892
- Burrimysis Jaume & Garcia, 1993
- Deltamysis Bowman & Orsi, 1992
- Heteromysis S. I. Smith, 1873
- Heteromysoides Bacescu, 1968
- Kochimysis Panampunnayil & Biju, 2007
- Neoheteromysis Bacescu, 1976
- Platymysis Brattegard, 1980
- Pseudomysidetes W. Tattersall, 1936
- Retromysis Wittmann, 2004

Leptomysinae Hansen, 1910
- Afromysis Zimmer, 1916
- Americamysis Price, Heard & Stuck, 1994
- Antichthomysis Fenton, 1991
- Australomysis W. Tattersall, 1927
- Bathymysis W. Tattersall, 1907
- Brasilomysis Bacescu, 1968
- Calyptomma W. Tattersall, 1909
- Ceratodoxomysis Murano, 2003
- Cubanomysis Bacescu, 1968
- Dioptromysis Zimmer, 1915
- Doxomysis Hansen, 1912
- Harmelinella Ledoyer, 1989
- Hyperiimysis Nouvel, 1966
- Iimysis Nouvel, 1966
- Leptomysis G. O. Sars, 1869
- Megalopsis Panampunnayil, 1987
- Metamysidopsis W. Tattersall, 1951
- Mysideis G. O. Sars, 1869
- Mysidopsis G. O. Sars, 1864
- Mysifaun Wittmann, 1996
- Neobathymysis Bravo & Murano, 1996
- Neodoxomysis Murano, 1999
- Notomysis Wittmann, 1986
- Nouvelia Bacescu & Vasilescu, 1973
- Paraleptomysis Liu & Wang, 1983
- Prionomysis W. Tattersall, 1922
- Proleptomysis Wittmann, 1985
- Promysis Dana, 1850
- Pseudomysis G. O. Sars, 1879
- Pseudoxomysis Nouvel, 1973
- Pyroleptomysis Wittmann, 1985
- Rostromysis Panampunnayil, 1987
- Tenagomysis Thomson, 1900

Mancomysinae Bacescu & Iliffe, 1986
- Palaumysis Bacescu & Iliffe, 1986

Mysidellinae Czerniavsky, 1882
- Mysidella G. O. Sars, 1872
- Mysidetes Holt & Tattersall, 1906

Mysinae Haworth, 1825
- Acanthomysis Czerniavsky, 1882
- Alienacanthomysis Holmquist, 1981
- Anisomysis Hansen, 1910
- Antarctomysis Coutière, 1906
- Antromysis Creaser, 1936
- Arthromysis Colosi, 1924
- Bermudamysis Bacescu & Iliffe, 1986
- Boreoacanthomysis Fukuoka & Murano, 2004
- Carnegieomysis W. Tattersall, 1943
- Caspiomysis G. O. Sars, 1907
- Columbiaemysis Holmquist, 1982
- Diamysis Czerniavsky, 1882
- Disacanthomysis Holmquist, 1981
- Exacanthomysis Holmquist, 1981
- Gangemysis Derzhavin, 1924
- Gironomysis Ortiz, García-Debrás & Pérez, 1997
- Halemysis Bacescu & Udrescu, 1984
- Hemiacanthomysis Fukuoka & Murano, 2002
- Hemimysis G. O. Sars, 1869
- Hippacanthomysis Murano & Chess, 1987
- Holmesimysis Holmquist, 1979
- Hyperacanthomysis Fukuoka & Murano, 2000
- Hyperstilomysis Fukuoka, Bravo & Murano, 2005
- Idiomysis W. Tattersall, 1922
- Indomysis W. Tattersall, 1914
- Inusitatomysis Ii, 1940
- Javanisomysis Bacescu, 1992
- Kainommatomysis W. Tattersall, 1927
- Katamysis G. O. Sars, 1893
- Keslerella Czerniavsky, 1882
- Limnomysis Czerniavsky, 1882
- Lycomysis Hansen, 1910
- Macromysis White, 1847
- Mesacanthomysis Nouvel, 1967
- Mesopodopsis Czerniavsky, 1882
- Mysidium Dana, 1852
- Mysis Latreille, 1802
- Nanomysis W. Tattersall, 1921
- Neomysis Czerniavsky, 1882
- Nipponomysis Takahashi & Murano, 1986
- Notacanthomysis Fukuoka & Murano, 2000
- Orientomysis Derzhavin, 1913
- Pacifacanthomysis Holmquist, 1981
- Paracanthomysis Ii, 1936
- Paramesopodopsis Fenton, 1985
- Paramysis Czerniavsky, 1882
- Parapodopsis Czerniavsky, 1882
- Parastilomysis Ii, 1936
- Parvimysis Brattegard, 1969
- Platyops Bacescu & Iliffe, 1986
- Praunus Leach, 1814
- Proneomysis W. Tattersall, 1933
- Sarmysis Maissuradze & Popescu, 1987
- Schistomysis Norman, 1892
- Stilomysis Norman, 1894
- Surinamysis Bowman, 1977
- Taphromysis Banner, 1953
- Tasmanomysis Fenton, 1985
- Telacanthomysis Fukuoka & Murano, 2001
- Troglomysis Stammer, 1933
- Xenacanthomysis Holmquist, 1980

Rhopalophthalminae Hansen, 1910
- Rhopalophthalmus Illig, 1906

Siriellinae Norman, 1892
- Hemisiriella Hansen, 1910
- Metasiriella Murano, 1986
- Siriella Dana, 1850

## In Nederland waargenomen soorten
De volgende soorten zijn in Nederland waargenomen:
- Genus: Gastrosaccus
  - Gastrosaccus spinifer
- Genus: Hemimysis
  - Hemimysis anomala - (Kaspische Bloedrode Aasgarnaal)
  - Hemimysis lamornae - (Roodbuikaasgarnaal)
- Genus: Limnomysis
  - Limnomysis benedeni - (Kaspische Slanke Aasgarnaal)
- Genus: Mesopodopsis
  - Mesopodopsis slabberi - (Steeloog-aasgarnaal)
- Genus: Mysidopsis
  - Mysidopsis gibbosa
- Genus: Neomysis
  - Neomysis americana - (Amerikaanse aasgarnaal)
  - Neomysis integer - (Brakwateraasgarnaal)
- Genus: Praunus
  - Praunus flexuosus - (Geknikte Aasgarnaal)
- Genus: Schistomysis
  - Schistomysis kervillei
  - Schistomysis ornata